# 15 років Конституції України (монета)
«15 ро́ків Конститу́ції Украї́ни» — ювілейна монета номіналом 5 гривень, випущена Національним банком України, присвячена 15-річчю прийняття Верховною Радою України Основного Закону України, який закріплює суспільно-політичний і державний устрій, права, свободи та обов'язки громадян України.
Монету введено в обіг 30 травня 2011 року. Вона належить до серії «Відродження української державності».

## Опис монети та характеристики
| Номінал грн. | Метал      | Маса, г | Діаметр, мм | Якість виготовлення       | Гурт     | Тираж, штук |
| ------------ | ---------- | ------- | ----------- | ------------------------- | -------- | ----------- |
| 5            | нейзильбер | 16,54   | 35,0        | спеціальний анциркулейтед | рифлений | 30 000      |

### Аверс
На аверсі монети розміщено: угорі малий Державний Герб України, напис півколом «НАЦІОНАЛЬНИЙ БАНК УКРАЇНИ», унизу рік карбування монети та номінал — «2011/ П'ЯТЬ ГРИВЕНЬ», логотип Монетного двору Національного банку України (праворуч); у центрі зображено Державний Прапор України (елемент оздоблення — емаль) в обрамленні стилізованого калинового вінка.

### Реверс
На реверсі монети зображено: книгу «ОСНОВНИЙ ЗАКОН УКРАЇНИ» на тлі будівлі Верховної Ради України, де було прийнято Конституцію, на передньому плані — лаврову гілку та написи: «15 РОКІВ КОНСТИТУЦІЇ УКРАЇНИ» (угорі півколом), «28 ЧЕРВНЯ/1996 РОКУ» (унизу ліворуч).

## Автори

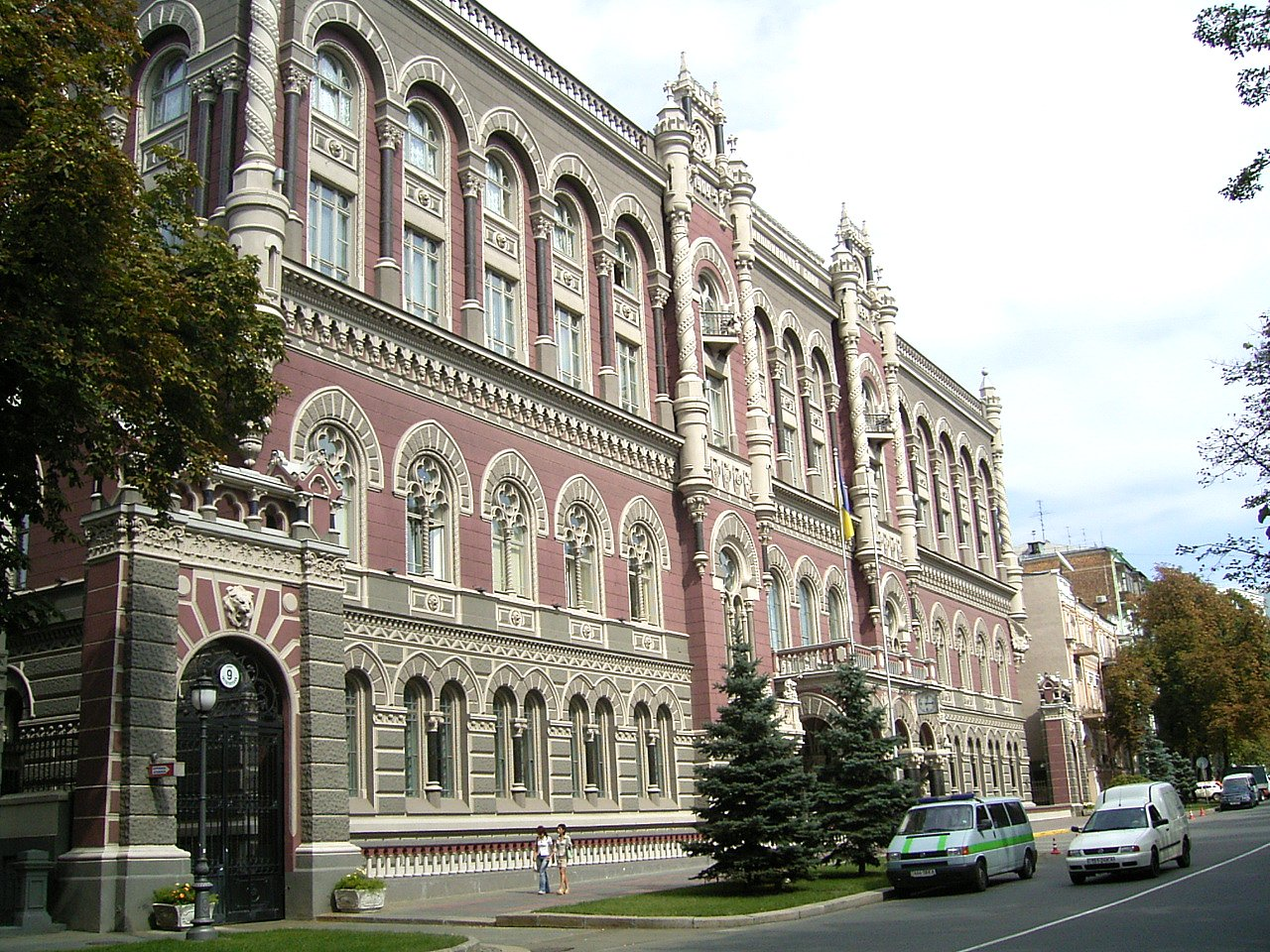
Будівля Національного банку України

- Художники: Таран Володимир, Харук Олександр, Харук Сергій.
- Скульптори: Дем'яненко Володимир, Атаманчук Володимир.

## Вартість монети
Під час введення монети в обіг у 2011 році, Національний банк України реалізовував монету через свої філії за ціною 19 гривень.
Фактична приблизна вартість монети з роками змінювалася так:
| Рік        | 2012 | 2013 | 2014 | 2015 | 2016 | 2017 | 2018 | 2019 | 2020 | 2021 | 2022 | 2023 | 2024 | 2025 |
| ---------- | ---- | ---- | ---- | ---- | ---- | ---- | ---- | ---- | ---- | ---- | ---- | ---- | ---- | ---- |
| Ціна, грн. | 30   | 40   | 45   | 70   | 87   | 100  | 115  | 125  | 125  | 150  | 150  | 230  | 530  | 500  |